# Victor N'Dip
Victor N'Dip, född 18 augusti 1967 i Yaoundé, är en kameruansk före detta fotbollsspelare. N'Dip representerade Kamerun vid VM 1990 och 1994, samt vid Afrikanska mästerskapet 1992.